# Noguchi Hideyo
Noguchi Hideyo (野口 英世 (Dã Khẩu Anh Thế)/ のぐち ひでよ Noguchi Hideyo,  ngày 9 tháng 11 năm 1876 - ngày 21 tháng 5 năm 1928), còn được gọi là Noguchi Seisaku (野口 清), là một nhà vi khuẩn học nổi tiếng của Nhật Bản vào năm 1911 ông đã phát hiện ra tác nhân của bệnh giang mai là nguyên nhân gây ra bệnh bại liệt tiến triển.

## Tuổi thơ

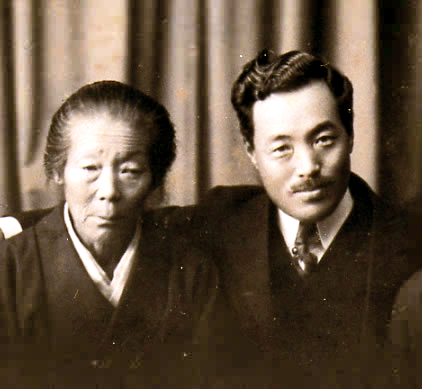
Noguchi Hideyo và mẹ ông Shika

Noguchi Hideyo chào đời tại Inawashiro, tỉnh Fukushima vào ngày 9 tháng 11, năm 1876. Năm 1878, ông không may đã bị ngã vào lò sưởi và bị thương ở tay trái. Không có bác sĩ trong ngôi làng nhỏ, nhưng một trong những người đàn ông đã kiểm tra cậu bé và nói rằng: "Các ngón tay của bàn tay trái hầu hết đã biến mất và cánh tay trái, bàn chân trái và bàn tay phải bị bỏng; tôi không biết điều đó tệ đến mức nào."Tuy ông bị liệt cánh tay trái nhưng ông luôn cố gắng phấn đấu bản thân nên ông học rất giỏi vì thế đến năm 20 tuổi ông đã đậu vào trường Đại học y khoa Nhật Bản. Năm 1898, ông đã đổi tên thành Hideyo vì ông đã đọc được một tiểu thuyết về một bác sĩ trùng tên Seisaku với ông. Bác sĩ trong câu chuyện thông minh như Noguchi nhưng trở nên lười biếng và hủy hoại cuộc đời.

## Sự nghiệp
Năm 1900, Noguchi du hành trên chiếc tàu America Maru tới Hoa Kỳ để đi du học và nghiên cứu, nơi ông có được công việc trợ lý nghiên cứu với Tiến sĩ Simon Flexner tại Đại học Pennsylvania và sau đó tại Viện nghiên cứu y khoa Rockefeller, nay là trường Đại học Rockefeller. Ông đã nhanh chóng làm quen với môi trường này. Công việc của ông là nghiên cứu về rắn độc. Một phần, động thái của ông được thúc đẩy bởi những khó khăn trong việc có được vị trí y tế tại Nhật Bản, vì các chủ nhân tương lai lo ngại rằng biến dạng bàn tay của ông sẽ làm nản lòng các bệnh nhân tiềm năng. Trong một môi trường nghiên cứu, anh ta không có tật. Anh ấy và các đồng nghiệp của anh ấy đã học được từ công việc của họ và từ nhau. Ông và các đồng nghiệp của ông đã học được từ công việc của họ và từ nhau. Trong thời kỳ này, một trợ lý nghiên cứu đồng nghiệp trong phòng thí nghiệm của Flexner là người Pháp Alexis Carrel, người mà sẽ giành giải Nobel Sinh lý và Y khoa vào năm 1912.

## Qua đời
Mặc dù đã hứa nhiều lần với Young, Noguchi đã thất bại trong việc giữ muỗi bị nhiễm bệnh trong nhà an toàn được thiết kế đặc biệt của chúng. Vào tháng 5 năm 1928, trong khi đi sang châu Phi để trị bệnh vì không tìm được bằng chứng cho các lý thuyết của mình, Noguchi đã quay trở lại New York, nhưng bị nhiễm lây bệnh ở Lagos. Ông lên tàu để về nhà, nhưng vào ngày 12 tháng 5 tại Accra ông đã được đưa đến bệnh viện trong tình trạng sốt vàng. Sau vài ngày chống chọi với cơn bệnh, ông đã mất vào ngày 21 tháng 5 năm 1928 ở tuổi 51 tại Accra, Gold Coast (Ghana). Ông được an táng tại nghĩa trang Woodlawn, Thành phố New York, Hoa Kỳ.

## Trao tặng và vinh danh

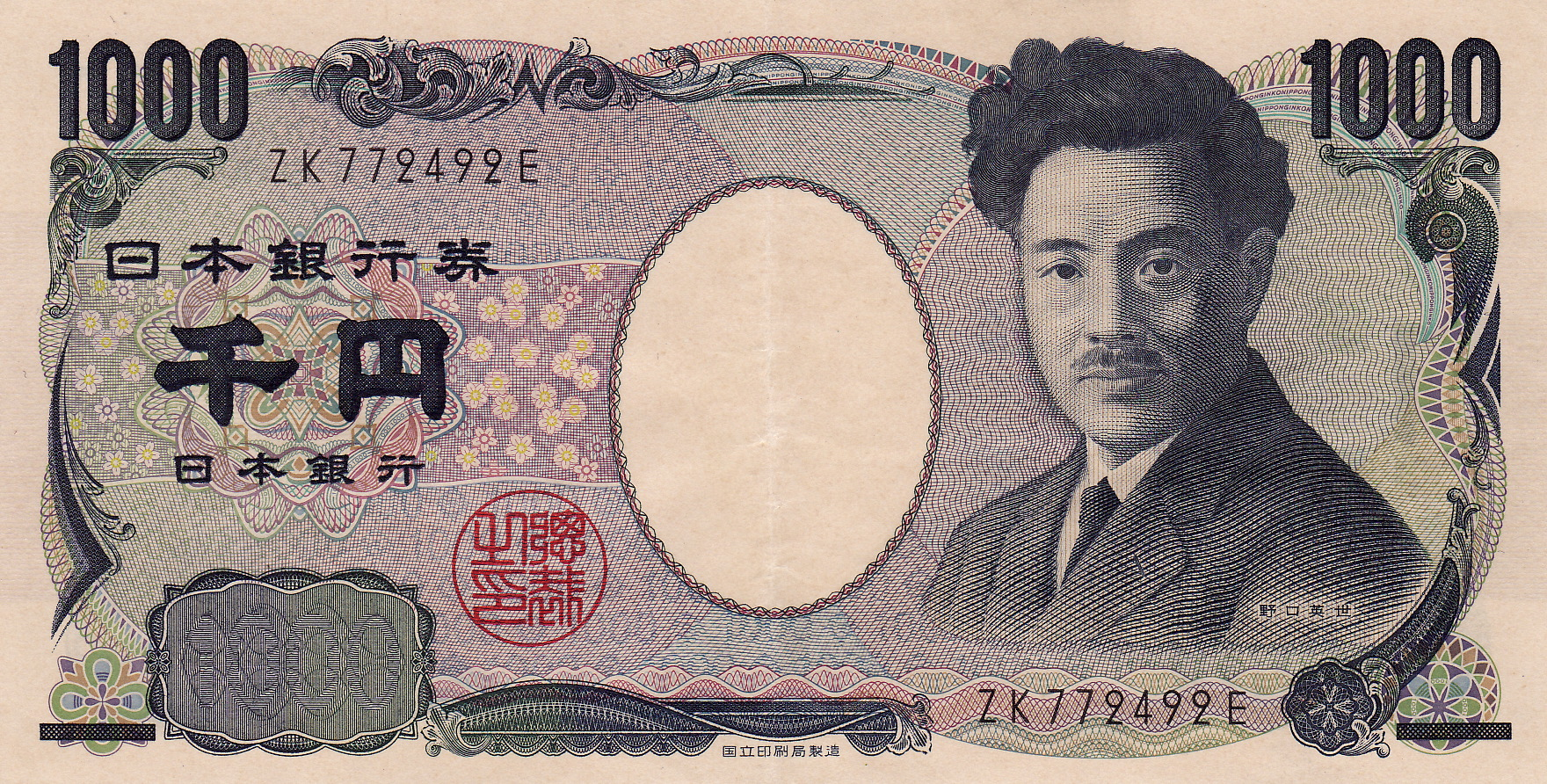
Noguchi Hideyo trên tờ tiền 1000 yên

Ông được trao tặng Huân chương Mặt Trời Mọc
Chính phủ Nhật Bản đã quyết định in chân dung của ông lên mệnh giá 1000 yên Nhật để vinh danh những công lao đóng góp của ông.
Tên ông còn được đặt cho giải thưởng Noguchi Hideyo châu Phi như một giải thưởng dành cho nghiên cứu và dịch vụ y tế sau chuyến thăm của thủ tướng Nhật Bản Koizumi Junichiro vào tháng 5 năm 2006 và cũng như kỷ niệm 80 ngày mất của bác sĩ Noguchi Hideyo.